# 인보험
인보험(人保險)은 피보험자의 생명이나 신체를 위협하는 사고가 발생한 경우 보험자가 피보험자에게 일정한 금액, 기타의 급여를 지급할 것을 약정하고 보험계약자는 이에 대하여 보수를 지급할 것을 약정하는 보험이다(727조, 638조). 따라서 이 계약은 쌍무(雙務)·낙성(諾成)계약이다. 인보험은 사람의 생명이나 신체에 관한 것을 보험의 목적으로 하는 점에 있어서 손해보험과 차이가 있다. 상법은 인보험으로 생명보험과 상해보험만을 나누어 규정하고 있으나(727조 이하) 이 밖에 질병보험·교육보험·혼자(婚資)보험·산아(産兒)보험 등 그 유형은 많이 있다. 손해보험에 있어서는 피보험자가 보험사고로 인하여 이득을 취하는 것을 방지하기 위하여 보험목적에 관한 보험대위(681조)와 제3자에 대한 보험대위(保險代位：682조)를 인정하고 있으나 인보험에 있어서는 사람의 생명과 신체에 대한 사고를 보험사고로 하고 있으므로 보험수익자를 보호하는 뜻에서 제3자에 대한 보험대위를 금지하는 특칙을 두고 있다(792조). 그러므로 보험사고가 제3자의 행위로 발생하여 보험수익자가 제3자에 대한 손해배상청구권을 가진 경우라 하더라도 보험자는 이를 대위(代位)하여 행사할 수 없고 보험계약에 따라 보상책임을 져야 한다.

## 조문
제729조 (제3자에 대한 보험대위의 금지) 보험자는 보험사고로 인하여 생긴 보험계약자 또는 보험수익자의 제3자에 대한 권리를 대위하여 행사하지 못한다. 그러나 상해보험계약의 경우에 당사자간에 다른 약정이 있는 때에는 보험자는 피보험자의 권리를 해하지 아니하는 범위 안에서 그 권리를 대위하여 행사할 수 있다.

## 같이 보기
- 생명보험

## 참고 문헌
- 이기수∙최병규∙김인현, 『보험∙해상법』, 박영사, 2008. ISBN 9788910515210